# Poco (음반)
《Poco》는 미국의 컨트리 록 밴드 포코의 두 번째 음반이다. 이 밴드는 랜디 마이즈너를 대신한 티머시 B. 슈미트가 참여한 첫 번째 음반이다. 짐 메시나가 펜으로 쓴 〈You Better Think Twice〉는 밴드의 대표곡이 되었다. 이 음반의 사본은 내슈빌에 있는 컨트리 뮤직 명예의 전당에 있는 포코 전시장에 뒷면 커버에 러스티 영이 입은 재킷과 함께 걸려 있다.

## 반응
| 전문가 평가                   | 전문가 평가 |
| 평가 점수                     | 평가 점수   |
| 출처                          | 점수        |
| ----------------------------- | ----------- |
| Allmusic                      | [ 1 ]       |
| Christgau's Record Guide      | C+          |
| The Village Voice             | C+          |
| Encyclopedia of Popular Music | [ 4 ]       |

음악 평론가 브루스 에더는 올뮤직 리뷰에서 이 음반을 "이 노래들은 〈Hurry Up〉과 〈Keep on Believin'〉의 행복한 하모니로 컨트리와 록의 조화를 상징한다"고 말했다. 그 타격은 "록 치고는 너무 시골이고, 컨트리 치고는 너무 록하다"는 것이었지만, 사실 그들은 시대를 바로 앞섰고, 대중 오락의 세계에 있기에는 힘든 곳이었다. 로버트 크리스트가우는 리뷰에서 다음과 같이 썼다. "미국에서 가장 과대평가된 집단입니다. CSNY의 모든 소중함에는 영감이 전혀 없고, 모든 블루그래스는 뿌리가 하나도 없습니다. 한마디로 역량의 공백에 대한 완벽한 해설입니다."

## 곡 목록
| #  | 제목                                         | 작사·작곡                                      | 재생 시간 |
| -- | -------------------------------------------- | ---------------------------------------------- | --------- |
| 1. | 〈Hurry Up〉                                 | 리치 퓨레이                                    | 4:06      |
| 2. | 〈You Better Think Twice〉                   | 짐 메시나                                      | 3:21      |
| 3. | 〈Honky Tonk Downstairs〉                    | 댈러스 프레이저                                | 2:43      |
| 4. | 〈Keep on Believin'〉                        | 퓨레이, 티머시 B. 슈미트                       | 2:51      |
| 5. | 〈Anyway Bye Bye〉                           | 퓨레이                                         | 7:01      |
| 6. | 〈Don't Let It Pass By〉                     | 퓨레이                                         | 2:33      |
| 7. | 〈Nobody's Fool/El Tonto de Nadie, Regresa〉 | 퓨레이, 메시나, 슈미트, 러스티 영, 조지 그랜덤 | 18:25     |